# Monanthotaxis caesia
Monanthotaxis caesia (Diels) Verdc. – gatunek rośliny z rodziny flaszowcowatych (Annonaceae Juss.). Występuje endemicznie na Madagaskarze. 

## Morfologia
PokrójZimozielony krzew lub zdrewniałe liany. Gałęzie mają czarniawą barwę.
LiścieMają podłużny kształt. Mierzą 4,5–6,5 cm długości oraz 1,5–2,5 cm szerokości. Nasada liścia zbiega po ogonku. Blaszka liściowa jest o spiczastym wierzchołku. Ogonek liściowy jest nagi i dorasta do 2–3 mm długości.
KwiatySą pojedyncze, rozwijają się w kątach pędów. Działki kielicha mają trójkątny kształt, są owłosione i dorastają do 1 mm długości. Płatki mają owalnie eliptyczny kształt, są niepodobne do siebie, osiągają do 3–7 mm długości. Kwiaty mają 19 owocolistków.
OwoceMają elipsoidalny kształt, zebrane po 5–6 w owoc zbiorowy. Są osadzone na szypułkach. Osiągają 6–8 mm długości i 3–4 mm szerokości.

## Zmienność
W obrębie tego gatunku wyróżniono dwie odmiany:
- Monanthotaxis caesia var. elongata (Ghesq. ex Cavaco & Keraudren) Verdc.
- Monanthotaxis caesia var. subacuta (Ghesq. ex Cavaco & Keraudren) Verdc.